# Toアミー漁

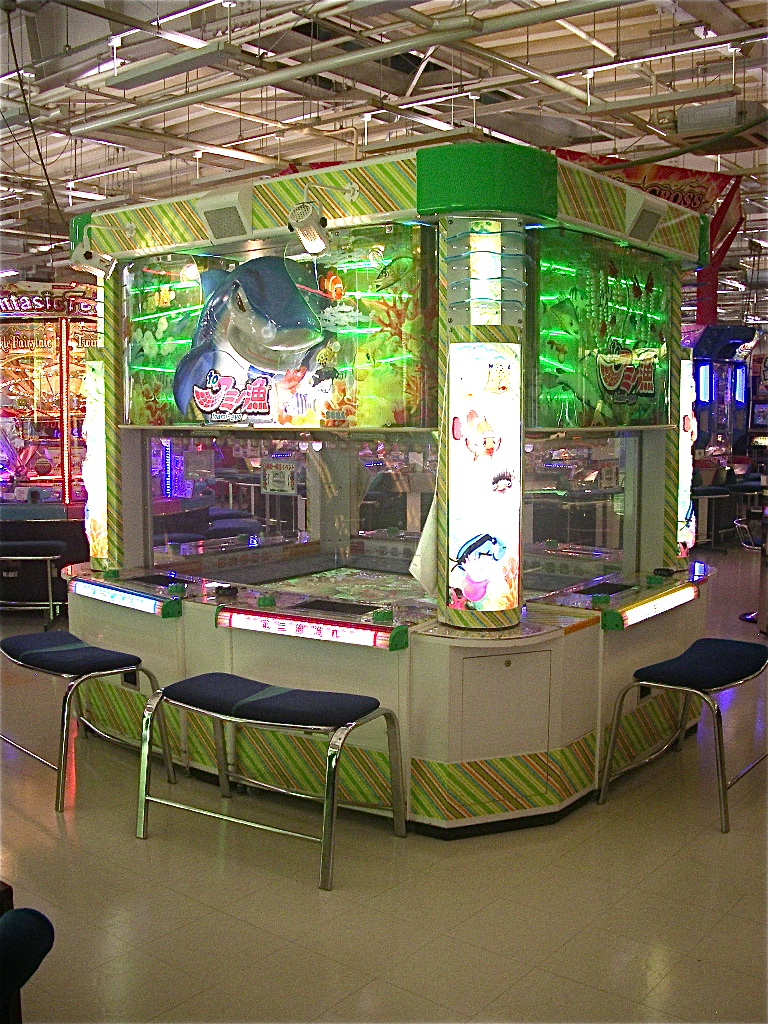
toアミー漁の全体図

『toアミー漁』（トアミーギョ）は、2007年7月にセガから発売されたメダルゲームである。アミー漁の続編でありシステムの改善や新ゲームの追加が行われた。

## 概要
前作のアミー漁と操作方法は変わらないが、通常時におけるスロットが廃止され、全てのボーナスが捕獲直後に発生するようになった。また、新ゲームやシステムの追加により大量メダルを獲得できるチャンスが広がった。
またプレイ人数は1〜12人となり席は6席ある。

## 遊び方
1. 第○網漁丸(あみーぎょまる)と表現される、それぞれのサテライトには2つのダイヤルが付いており、回すことによって網を投げる方向を変える。
2. メダルを入れると向いた方向に一回網を投げる。その中に魚が入れば捕獲となり漁獲量がアップする。大型魚の場合は何回か当てなければ捕獲できないが、漁獲量もその分多く加算される。この時漁獲量ではなく、メダルなどのボーナス（後述）を獲得する場合もある。なお連続捕獲するなどの役を達成した場合、漁獲ボーナスが加算される（連ギョボーナスなど）。
3. 漁獲量100kg毎に、大漁スロットに挑戦できる。ここではジャックポットへのステップとなるパールを獲得することができる。ただし500kgと1tの場合は、内容の異なる激!!大漁スロットに挑戦できる。
4. パールを10個獲得するとジャックポットチャンスへ進む。ボールによる抽選が行われ、指定した場所に入ればエクストラジャックポットチャンスに発展する。

これらを繰り返し行う。

## ボーナス
魚を捕獲すると通常は漁獲量が増えるのみだがときどき以下のようなボーナスが発生することがある。メダル3枚、5枚以外のボーナスが発生する場合は、必ず電撃が発生し予告される。
メダル3枚
その場でメダル3枚払い出し
メダル5枚
その場でメダル5枚払い出し
メダル10枚
その場でメダル10枚払い出し
ダブルアップチャレンジ
その時点で15枚獲得の権利を手にするが、ダブルアップして増やすかその枚数を獲得するかを選択する。チャレンジを選んだ場合はダブルアップゲームに挑む。
2匹のカニ（どっちカニＡ、どっちカニＢ）の内1匹は2倍のプレート。もう1匹は0倍（没収）のプレートを持っているのでどちらかを選択する。2倍を選べば配当金が2倍になるが0倍を選んだ場合その時点で終了。配当は無しとなる。
1回成功するたびに続けるかやめるかを選択可能。最高で6回連続成功960枚まで増やすことも可能。
メダルクリオネ
自分のエリアにメダルクリオネが発生（前作とは異なり1匹のみで、複数回網を当てることができる）し、網を当てることでメダルを得ることができる。1回につき3枚から10枚の配当。最低15枚の配当。他のイベントが発生した場合（大漁スロット、他サテのJPC、共通イベントなど）は逃げてしまうので注意。
メダルクラゲ
自分のエリアにメダルクラゲが発生し、クラゲに当てると5枚の配当かクラゲが分裂する。最低70枚。運が良ければ500枚以上の配当も見込める。まれに巨大クラゲが登場する場合があり、一定の回数当てることで当てた回数×5枚を獲得できる。なおメダルクラゲ出現中は、他の魚は出現せず、大漁スロットにも突入しない。また他サテのJPCや共通イベントが発生した場合は一旦中断されるが、イベント終了後に中断前の状態から再開される。
Vチャンス・VVチャンス
課題が提示され、成功するとVチャンスは30枚、VVチャンスは50枚獲得となる。課題は魚の漢字読みや生態といった知識系から一発捕獲などといった技術系などがある。また、VVチャンスの方が難易度が高い。

## 大漁スロット
漁獲高が100kg達成するたびに大漁スロットに突入する。
大漁スロットの流れ
1. ハコフグが10匹登場するので捕獲していく。捕獲するほどやる気が上がり、スロット当選率や高ランクの出目が出やすくなる。全て捕獲すると必ず何らかの出目が揃う（最初の段階で揃わなかった場合は再抽選により揃う）。
2. スロットの出目が揃った場合はパールチャレンジとなる。パール、またはコインが貝の中に入りシャッフルされるので目で追いかけた後1つの貝を選択し貝の中身を獲得する。
3. 1回の大漁スロットで3ラウンド行う。途中で10個パールが集まりJPチャンスになった場合は終了後残りのラウンドを行う。

出目と内容
高ランクほどシャッフルの難易度が上がり、プラチナでは視認できないほど難易度を増している。
- ブロンズ パール1個が2つとメダル5枚が3つ。一番出やすく難易度も低い。
- シルバー パール2個が2つ、1個が1つ、メダル5枚が1つ、メダル5枚またはブラックパールが1つ。
- ゴールド パール3個と2個が2つずつ。パール1個またはブラックパールが1つ。ブラックパールが出ない場合、最低でも1個は獲得できる。
- プラチナ パール4個と2個、ブラックパールが1つずつ。シャッフル速度は超高速であり、ほぼ運任せといえる。
- ヤドカリ神経衰弱 やる気最高でスロットが揃わなかった場合、再抽選で出現することがある。7匹のヤドカリの内2匹ずつマークのついたパネルを、残った1匹はハズレを持っているのでメダルを投入しペアを揃えていく。ワンペア達成でメダル5枚。ツーペアでパール1個。パーフェクトで5個獲得となる。3回挑戦することができるが、1回でもハズレのパネルを持つヤドカリに当てた場合はその時点で終了となる。パネルの位置は完全にランダムのため、パール獲得の保証は無い。

ブラックパール
シルバーチャレンジ以上で登場するブラックパールを獲得すると中身が割れその中にあるアイテムを獲得する。
中身はメダル5枚、50枚、100枚。パール1個、4個、6個、8個、10個（JPチャンス確定）。
またJPチャンス終了後（激!!大漁スロットから進んだ場合は除く）もブラックパールを獲得できる。この時は必ずパールが入っている（1個～4個）。
激!!大漁スロット
累計漁獲高が500kgか1tに達すると激!!大漁スロットとなり、1ラウンド限りのスペシャルスロットに挑戦する。
通常のハコフグの代わりに出現するメタルフグを捕獲することでやる気が上がり、JPやEXJPの当選率が上がる。
スロットはメダル20枚、50枚、70枚、100枚、JP（直接JPチャンスに挑戦）、EXJP（1tの時のみ登場。直接EXJPチャンスに挑戦。）となり止まった目のメダルや権利を獲得する。但しメタルフグを1匹も捕獲しなかった場合は何も獲得できない。

## JPチャンス
パールを10個獲得するか激!!大漁スロットでJPが当選するとJPチャンスとなり、通常フィールドのスクリーンがオープンし、クルーン抽選機構が現れる。
クルーンが回転し入ったところの枚数を獲得。EXに入ればEXJPチャンスに進むことができる。
穴は6箇所あり初期状態では100枚が3箇所、150枚が2箇所、EXJPが1箇所だが、後述のEXアイテムを持っていれば所持数分だけEXJPのポケットが増える（150枚のポケットから優先的に変化）。またアイテムが無くても、EXJPのポケットが増える場合もある。全てEXJPに変化した場合はその時点でEXJPチャンスに進む。
玉手箱
JPチャンス、またはEXJPチャンス中はフィールドを鯛が回っており1匹捕獲することで玉手箱を1つ手に入れる事が出来る。鯛は耐久力が高いが、点滅しているものは1回当てることで捕獲できる。
またJPチャンスではリュウグウノツカイ（必ず登場）、EXJPチャンスではカメ（低確率で登場）も回っており、捕獲することでリュウグウノツカイは2個、カメは10個獲得できる。
JPチャンス終了後開封し中に入っていたメダルを獲得する。また、EXアイテムが入っている場合もあり、獲得するとJPチャンスでEXJPのポケットが増える。貯めて次回以降のJPCに回すことも可能。EXアイテムは最大5つまで保持可能。

## EXJPチャンス
JPチャンスでEXJPの穴に入ると（EXJP確定の場合はその時点で）EXJPチャンスへ進む。スロットで挑戦するゲームが決められた後クルーンを使い配当を決定する。また激!!大漁スロットでEXJPが当選した場合は、直接EXJPチャンスに挑戦する。配当によってEXJP終了時に打ち上げられる花火の量が変化し、高配当になればなるほど大量の花火が打ち上げられる。逆に、配当が100枚未満（後述の天国と地獄で50枚、激!!天国と地獄で10枚か20枚、6ノックアウトで50枚）だと一発も上げられずにスクリーンが閉じる。

### 前作から継続
シンプル1000
150枚の穴が5つ。1000枚の穴が1つ。特別ルール無しのシンプルなジャックポット。期待値は低めだが、最低150枚はEXJPでも高い方に属し、さらに高い確率で1000枚を手に入れられるEXJP。
連チャンアリーナ
100、150、200枚の穴が2つずつ。またフィールドの半分が連チャンゾーンと確定ゾーンに分かれる。穴に入った枚数を獲得できるがその際確定ゾーン内で止まればその時点の枚数で配当が決定。連チャンゾーン内で止まれば獲得した枚数が積み立てられもう1度抽選となる。獲得枚数が1000枚を超えると連チャンゾーンが消滅しラストゲームとなる。最大枚数は1350枚（950枚から連続で200枚の穴に入ることで成立）。
倍倍チャレンジ
200枚、300枚、2倍の穴が2つずつあり枚数の穴に入れば枚数×その時点の倍率分の配当を獲得。倍率の穴に入れば配当の倍率がアップする。倍率は1倍から始まり1回入るごとに1倍→2倍→3倍→4倍→5倍と上がり、5倍に入った後は2つの穴がそれぞれ200枚と300枚に変化し、最後の抽選を行う。1000枚以上の配当は難しいが、最低200枚は全EXJPの中で最高枚数。
天国と地獄
100枚と200枚の穴が3つずつ。ゾーンは天国ゾーンと地獄ゾーンに半分ずつ分かれている。入った枚数×止まったゾーンの倍率が配当となるが、天国ゾーンで止まれば配当は10倍。しかし、地獄ゾーンで止まれば配当は0.5倍という非常にハイリスクハイリターンなEXJP。

### 今作から登場
6ノックアウト
最初は50枚の穴が1つとUPの穴が5つの状態からスタート。枚数の穴に入ればその時点の配当を獲得。UPに入れば枚数が2倍になり入った穴が配当のマスになる。配当は50→100→200→400→800→1600と上がり、ラストは1600の穴5つと2000の穴1つという夢のような状態になるが、その確率は1%ほど。期待値は252枚と、全EXJPの中で1番低い。
3ステップチャレンジ
ルールは「倍倍チャレンジ」と同じだが、穴の内容と倍率の上がり方が異なる。穴は100枚が3つ、300枚が2つ、3倍が1つである。「倍倍チャレンジ」と同様に、倍率の穴に入れば配当の倍率がアップする。1回入るたびに1倍→3倍→6倍→9倍→12倍と上がり、ラストは300枚に変化し最後の抽選を行う。運が良ければEXJP内で2番目に大きい3600枚の配当を手に入れられるが、その確率は0.1%以下。期待値は258枚と、6ノックアウトに次いで低い。
ピュア600
100枚から100枚刻みで600枚までの穴が1つずつというシンプルな構成。最高でも600枚とEXJPの中では1番少ないがその分波が荒くなく安定した配当となる。放出期に選ばれる傾向がある。
激!!天国と地獄
ルールは「天国と地獄」と同じだが、ゾーンが激!!天国ゾーンと激!!地獄ゾーンになり、激!!天国ゾーンに止まれば20倍の配当。しかし、激!!地獄ゾーンに止まると0.1倍の配当になってしまう。最高4000枚というtoアミー漁最高配当が期待できる半面、最悪10枚という小当たりにすら及ばない配当になる可能性も秘めており超ハイリスクハイリターンのまさに天国と地獄のEXJP。期待値は1507枚と、全EXJPの中で最高枚数を誇るが、抽選で選ばれる確率は非常に低い。

## 共通イベント
最低3つのサテライトがプレイしている状態で発生する。イベント発生時に稼動していたサテライトのみ参加でき、それ以外のサテライトはメダルの投入自体ができなくなる（不参加のサテライトには「只今禁漁中!!」と表示される）。ゲームの勝者には賞金（メダル）が与えられる。漁獲量競争以外のイベントにはキャリーオーバーが存在し、巨大ギョ、高速ギョにおいて誰も賞金を獲得できなかった場合、次回の賞金が100枚増加する（初期状態では100枚）。
巨大ギョ退治
前作でも登場したイベントであるが、今作では巨大ギョに網を当てるだけで1回当たり2枚獲得できる。また賞金は、最後に網を当てたサテライトが獲得できる。
漁獲量競争
画面上に大型ギョの大群が出現するので、それを捕獲する。基本的にはJPチャンスの鯛と同様に、光っている魚に網を当てることで捕獲できるが、ボム魚に網を当てると、光っていない魚を含め、周囲の魚を一度に捕獲できる。通常ゲームと同様、捕獲することで漁獲量が加算され、一定時間経過したときに最も多く獲得したサテライトに180枚、2位に60枚が支払われる。本イベントに限り賞金は固定である。
高速ギョを撃て
画面上に1匹だけ出現する高速ギョを、一発で仕留めることで賞金が獲得できる。一発で仕留められなかった場合、そのサテライトは獲得の権利を失う。時間の経過と共に動きは遅くなるが、動きが不規則のため、捕獲は非常に難しい。
ウミウマレース
ウミウマ（タツノオトシゴ）による周回レースで、8周するとゴールである。ウミウマは網を当てることで加速する。ウミウマの色はサテライトの色に対応しており、同じ色のウミウマが最初にゴールすると賞金を獲得できる。